# Omar Amiralay
Omar Amiralay (Damascus, 20 de outubro de 1944 - Damascus, 5 de fevereiro de 2011) foi um ativista civil e diretor de filmes e documentários sírio, conhecido por suas fortes críticas à política em seus filmes.
Amiralay desempenhou importante papel nos eventos da Primavera de Damasco de 2000.